# 乔·赫德波尔
乔·赫德波尔（英語：Joe Hudepohl，1973年11月16日—），美国男子游泳运动员。他曾代表美国参加1992年和1996年夏季奥林匹克运动会游泳比赛，获得二枚金牌和一枚铜牌。